# マイクロニードリング

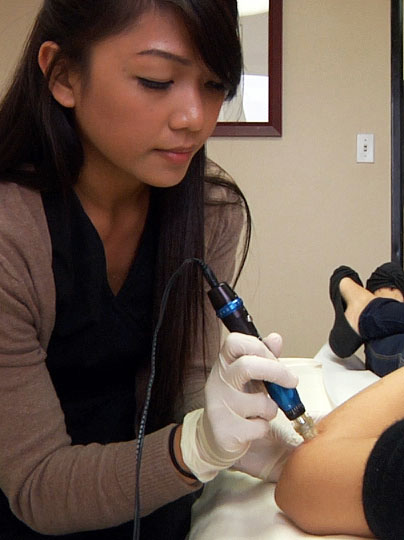
スタンプ型の装置を用いたマイクロニードリングの施術風景。

マイクロニードリング（Microneedling）は経皮マイクロニードリング、皮膚の再生を促すために極小の針で皮膚に創傷（キズ）を作る方法。主にニキビの瘢痕の治療や、若返りを目的として使用されている。2005年にデスモンド・フェルナンデスが提唱。経皮コラーゲン誘導療法。スキンニードリング。

## 歴史
人類が皮膚に針を刺すという技術を扱った歴史では、タトゥーによる長い歴史がある。
2005年にデスモンド・フェルナンデスが、ローラー型マイクロニードリング器具を使った経皮コラーゲン誘導療法（percutaneous collagen induction therapy）を提唱する。以前には、1995年にOrentreichとOrentreichが瘢痕のためにニードリングを使った。南アフリカ共和国の形成外科医であるフェルナンデスはビタミンA（レチノイド）を使った皮膚の治療に取り組み、この治療を実現するためのクリームを作り1980年代には形成外科医として成功をおさめ、イギリスの雑誌で紹介されることもあった。彼は当初タトゥーの器具を使いニードリングを試したがリスクがあり施術が難しかったため、器具を考案した。
1996年にフェルナンデスが国際美容整形学会でローラーを使った経皮ニードリングを紹介し、針の長さ3mmの実験的器具を設計していたが、実際にはとても痛く出血と傷も強かった。2008年には1mmの長さの針でも同様の治療結果となることを発見し、ダウンタイム（皮膚の赤みなどの時間）が短く、腫れや痛みも少なかった。
レーザーや皮膚剥離、切除といった侵襲的な手法でも、瘢痕や老化した皮膚組織を傷つけることで皮膚の置き換えを促すが、皮膚のより深い層を傷つけることは、治癒時間の長期化、真皮の繊維化、瘢痕や色素沈着が残ったり、光感受性を増加させるリスクを伴った。
そこで、表皮のバリア機能を維持しつつ真皮の新生を誘発する方法として非侵襲的な方法が開発されてきたが、フラクショナルレーザーや高出力のパルス光ではまだ火傷や壊死のリスクは残っている。経皮コラーゲン誘導療法では、不要な損傷を起こさず微小な穴によって傷のない創傷治癒が起こる。
マイクロニードリングの実施には訓練を要さず、簡単で安価なため大衆の間で人気になっている。

## 器具

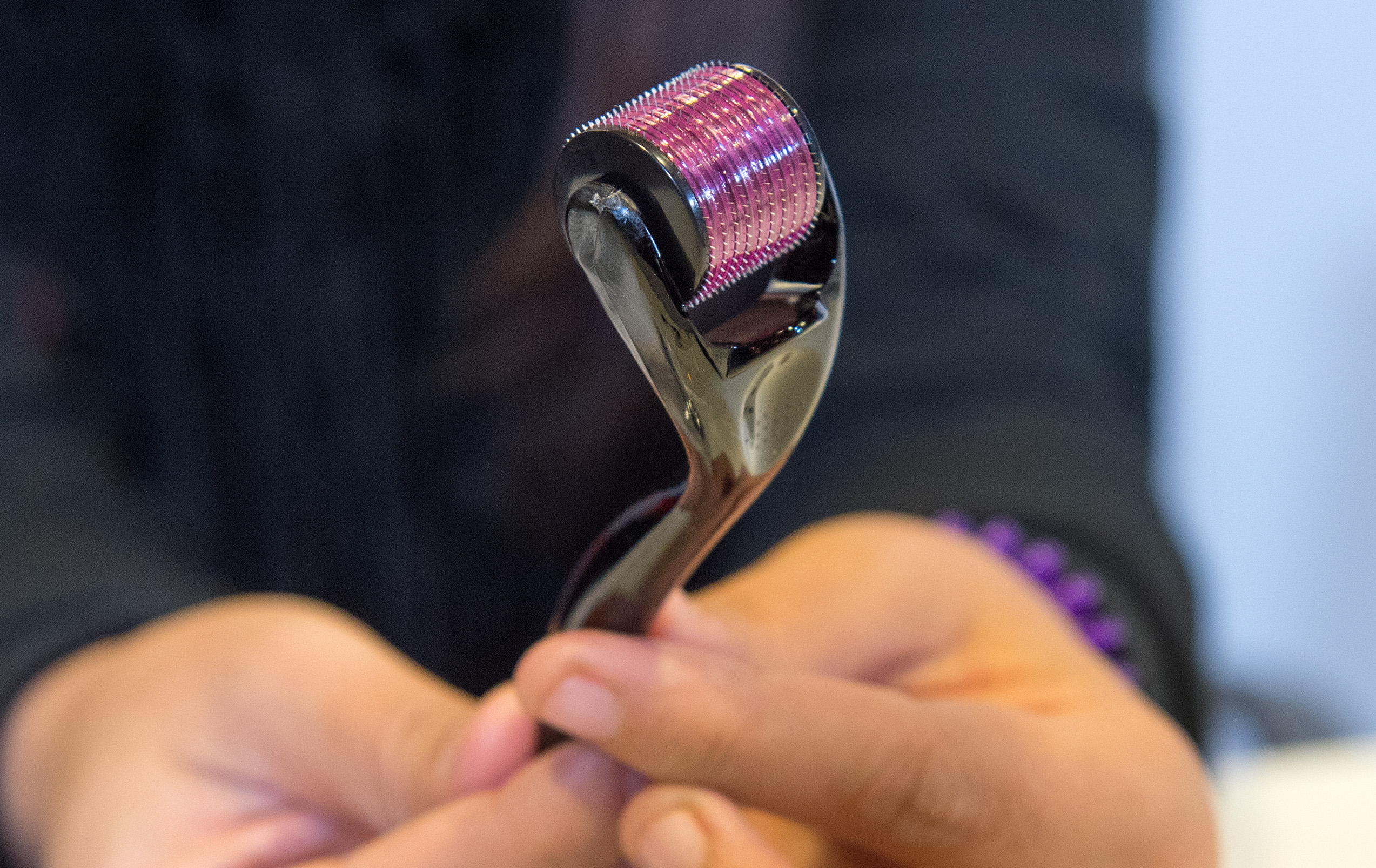
ダーマローラー

ダーマローラーは、長さ0.5-1.5mmの極小の針が約200本ついている。この使い捨ての針は、シリコンや医療用ステンレスで作られている。ガンマ線を照射することで殺菌する。幅の狭いローラーは鼻など小さな部位に使われる。0.5mmまでは一般的に痛みを感じず、長くなるほど一般に痛みが増すが個人的な皮膚の厚さにもよる。
- 0.2mm: この長さのニードリングの唯一の効果は物質の浸透をよくすることで、コラーゲンを生成するビタミンA、これを促すビタミンCやまたヒアルロン酸を使うことができる[9]。また頭皮用、頭皮の化粧品用[8]。針の侵入感は感じない[9]。
- 0.5-1mm: 老化や皮膚のしわ[8]。コラーゲン誘導法に[8]。痛みを感じ局所麻酔を使う[10]。1mmでは施術後は日焼けのように見える[11]。
- 1.5-2mm: 瘢痕に用い、ニキビや他の原因によるもの[8]。
- 3mm: 深い火傷痕などに適応され、経皮吸収の麻酔が適している腹、胸、手足でなければ全身麻酔を使う[12]。施術後はアザのように見える[11]。

手順としては、治療部位の麻酔をしてから、マイクロニードリングで施術し、処置後、生理食塩水を浸したでパッドで湿らせる。開いた極小の穴はすぐ閉じるため感染は起こらない。皮膚は2-3日赤くなり、1週間は紫外線防護が推奨される。
家庭用ローラーは、針の長さ0.15mm以下で、アンチエイジング成分の経皮からの伝達のために使われる。これは熱湯殺菌され乾燥される。パソコンのマウス型のものも家庭用で0.2mmで表面積の大きい体用となる。
ダーマスタンプは、ダーマローラーの小型版で、針の長さは2mmであり傷痕に使う。水痘瘢痕のような限局性瘢痕に用いられる。
ダーマペンは、ペン型の電気機器で針の侵入速度や深さを制御できる。

## 作用機序
創傷治癒に従って、成長因子の増殖や血管再生が起こり、硬くなった古い瘢痕は分解される。ローラーを転がすことで真皮を損傷することなく角質層を刺し、皮膚が再生しようと成長因子や、新しいコラーゲンやエラスチンを形成する。
1か月ごとに計4回施術した後では、コラーゲンやエラスチンが400%増加した。中等度のにきび痕では3-4回の治療が必要となる。

## 適応
ニキビの瘢痕、皮膚の若返り (rejuvenation) のための使用が多い。ランダム化比較試験は肥厚性瘢痕およびケロイド、火傷痕、男性型脱毛症で実施されており、レーザーなどと比較したニキビの瘢痕ではそれらと差がなく、（無処置などが比較された？）ほかは有効であった。マイクロニードリングの効果は、12-24週間時点（3-6か月）で最大化されていたため、それ以下の試験では効果が過小評価されている可能性がある。フェルナンデスによれば、彼の治療はビタミンAやCを併用するが、白くなった傷痕、盛り上がった火傷痕、皮膚移植痕も改善されるとしている。
効果はレーザーやピールに近いものだが、副作用のリスクがマイクロニードリングでは低いことが明白な利点となる。萎縮性のニキビ瘢痕のためにケミカルピーリングと併用されることがある。1mmではすぐに職場に戻ることも、1時間後にはもうシャワーを浴びることもできる。
またマイクロニードリングは外用薬の浸透を促すため、外用薬と併用することができる。しばしばトレチノインやビタミンCの外用薬が併用される。フェルナンデスは、ニードリング前3週間、ニードリング後もビタミンA（主にパルミチン酸レチノールや酢酸レチノール）、ビタミンCのスキンケアの使用を推奨している。
一般的な副作用は、一時的な赤み、浮腫、痛みとなる。深部への投与が適していない外用薬とか、外用薬へのアレルギー反応は起こりうるため、このためのガイドラインの整備が必要である。色素沈着が起こることは非常にまれであり、処置後の紫外線防護を怠ったことから発生していると考えられる。
禁忌としては、活動的なニキビ、ヘルペスやイボのような感染症、中等以上の症状のある湿疹や感染のような慢性の皮膚疾患、強いケロイド体質、化学療法の患者。また禁忌として、マイクロニードリング後の強いピーリング成分では傷痕が残る可能性があり、アスコルビン酸（ビタミンCの一種）では脱色素斑ができるおそれがあり、レチノイン酸（ビタミンAの一種）では刺激感が強くなるため使用に困難を生じる。